# Иди тихо, незнакомец
«Иди тихо, незнакомец» (англ. Walk Softly, Stranger) — фильм нуар режиссёра Роберта Стивенсона, который вышел на экраны в 1950 году.
Фильм рассказывает о профессиональном мошеннике и воре (Джозеф Коттен), который приезжает в небольшой городок в штате Огайо, где обольщает богатую наследницу владельца местной обувной фабрики (Алида Валли), которая стала инвалидом в результате несчастного случая. Под влиянием возникшей любви к этой девушке он меняется к лучшему, однако его прошлые преступления заставляют его вести отчаянную борьбу за выживание.
Это был последний фильм, который сделал для кинокомпании RKO её тогдашний генеральный продюсер Дор Шари, который вскоре после завершения работы над картиной покинул студию. Работа над фильмом была закончена в июне 1948 года, однако глава кинокомпании Говард Хьюз поставил его на полку. Премьера фильма состоялась лишь в октябре 1950 года, более чем через два года после завершения его производства. Хьюз предположительно намеревался заработать на этом фильме на гребне успеха только что вышедшей картины «Третий человек» (1949), в которой главные роли также сыграли Коттен и Валли.

## Сюжет
Незнакомец (Джозеф Коттен) приезжает в небольшой городок Эштон в штате Огайо. Остановившись у одного из домов, который, по его информации, был продан 10 лет назад, он звонит дверь, заявляя хозяйке миссис Брентман (Спринг Байинтон), что в детстве жил в этом доме и хотел бы его осмотреть. Одинокая вдова миссис Брентман принимает его за сына бывших владельцев Криса Хейла и приглашает в дом, угощая чаем. Миссис Брентман, которая потеряла на войне сына примерно того же возраста, что и «Крис», сразу же начинает по-матерински заботиться о своём госте. Она предлагает ему занять комнату сына, а также через своего соседа мистера Моргана (Джон Макинтайр) устраивает его на работу на единственное крупное предприятие в городе — обувную фабрику «Корелли». Вскоре вечером Крис направляется на прогулку к загородному клубу, во дворе которого знакомится с красивой, но прикованной к креслу-каталке Элейн Корелли (Алида Валли), дочерью своего нового босса. Крис рассказывает Элейн о своём детстве в этом городке, когда он работал разносчиком газет, и каждый раз, подходя к дому Корелли, издали восхищался Элейн. Рассказ Криса завораживает и глубоко трогает Элейн. На следующий день Криса вызывают к мистеру Корелли (Фрэнк Пуглиа), владельцу фабрики и отцу Элейн, который говорит, что вчера Элейн впервые выглядела счастливой с того момента, как стала инвалидом после несчастного случая на лыжах. Она весь вечер говорила о Крисе и попросила дать ему более престижную работу. Мистер Корелли, который любит свою дочь больше всего на свете, не может отказать дочери в её просьбе, и предлагает Крису сразу заметное повышение, однако Крис отказывается от его предложения, обещая объяснить своё решение лично Элейн. Придя к ней вечером домой, Крис рассказывает, что он одинокий авантюрист и азартный игрок, который не может найти своего места в жизни, и его самокритичный рассказ и юмор трогают Элейн.
На выходные дни Крис улетает на самолёте в другой город на встречу со своим сообщником Уайти Лейком (Пол Стюарт), который называет Криса именем «Стив». Крис и Уайти грабят владельца игорного дома Боуэна (Говард Петри), отбирая у него прямо в кабинете 200 тысяч долларов наличными. Поскольку это деньги получены в результате незаконных операций, преступники уверены, что Боуэн не сообщит об ограблении в полицию. Угрожая оружием, они выводят Боуэна из казино, отвозят его в лес и бросают в пустынном месте. Добравшись до арендованной квартиры, они делят деньги пополам, после чего Крис советует Уайти сменить имя и залечь в каком-нибудь небольшом городке, говоря, что в противном случае Боуэн непременно найдёт его. Крис прощается с Уайти навсегда. Вернувшись в тот же день в Эштон, Крис принимает приглашение своего коллеги Рэя Хили (Джек Паар) пойти вместе с ним на свидание с двумя девушками. Однако встретившись с Элейн, он забывает об этой договорённости. Чтобы развеять её грусть, Крис приглашает её в клуб, где они встречают Рэя с двумя девушками. Одна из девушек, Гвен, упрекает Криса в том, что он её обманул. Крис обещает Элейн, что исправит ситуацию, после чего без особых сложностей уговаривает Гвен потанцевать с ним. При виде здоровой танцующей пары у Элейн резко портиться настроение. Она быстро уходит из клуба и на следующий день неожиданно уезжает на несколько месяцев во Флориду. Однако на Рождественские праздники Элейн неожиданно возвращается, и на Новый год они с Крисом объясняются друг другу в любви.
В этот момент в Эштоне появляется Уайти, который разыскал Криса по адресу на спичечном коробке, который тот ему оставил во время последней встречи. Крис вынужден проводить Уайти в дом и познакомить его с миссис Брентман, которая предлагает ему остаться погостить. Оставшись наедине, Уайти рассказывает, что спустил все украденные деньги, и, кроме того, в Лас-Вегасе его заметили люди Боуэна. Хотя Уайти уверяет, что никто не видел, как он добрался до Эштона, Крис приказывает ему сидеть в доме, и не появляться на улице до тех пор, пока он не выработает план побега. Проведя несколько дней в доме, Уайти начинает нервничать, и, в конце концов, обыскивает комнату Криса в поисках его доли. Вернувшись однажды с работы, Крис узнаёт от миссис Брентман, что в его отсутствие Уайти совершает ежедневные прогулки по городу. В возмущении он поднимается в свою комнату, где видит, как Уайти роется в его вещах. Уайти заявляет, что деньги Крису теперь не понадобятся, так как у него появилась богатая подруга, которая обеспечит все его потребности. Опасаясь за свою жизнь, Уайти доходит до истерики, заявляя, что пока миссис Брентман будет в отъезде, Крис воспользуется её отсутствием, чтобы его убить. Несколько раз зло ударив Уайти за эти слова, Крис приводит его в чувства, после чего показывает ему, где лежат деньги, предлагая их забрать, однако, мучимый совестью, тот отказывается. Крис настаивает, чтобы Уайти уехал в десятидневный период, пока миссис Брентман уедет, чтобы проведать могилу сына на Арлингтонском кладбище.
Когда Крис отвозит миссис Брентман в аэропорт, то замечает, что за ним следят два человека, однако ему удаётся оторваться от них и приехать незамеченным к Элейн. Крис объясняет ей, почему не появлялся у неё так долго, сознаваясь во всём, что с ним произошло за последнее время. Элейн уверяет Криса, что всё равно любит его, и советует ему вернуть украденные деньги. Она также рассказывает, что переехала в Эштон, лишь когда ей было 18 лет, и потому с самого начала знала, что он всё придумал о своём прошлом. Когда Крис возвращается в дом миссис Брентман, он видит, что Уайти убит, а деньги похищены. Понимая, что окружён людьми Боуэна со всех сторон, Крис выходит из дома и садится в поджидающую его машину, которая отвозит его на виллу, где остановился Боуэн. Боуэн садится в их машину, и по дороге предлагает совместно раскрутить Элейн на миллион долларов. Когда Крис отказывается, Боуэн направляет на него револьвер. Крис хватает с сиденья плед и успевает обмотать им голову водителя, в результате чего машина на полном ходу вылетает с дороги. В этот момент Боуэн стреляет, однако машина врезается в рекламный щит, несколько раз переворачивается и затихает. Крис с ранением в руку оказывается в полицейском госпитале, и после курса лечения его переводят в обычную тюрьму. Элейн встречает его в этот момент, обещая ждать его возвращения, когда она «станет нужна ему в той же степени, в какой и она всегда нуждалась в нём».

## В ролях
- Джозеф Коттен — Крис Хейл
- Алида Валли — Элейн Корелли
- Спринг Байинтон — миссис Брентман
- Пол Стюарт — Уайти Лейк
- Джек Паар — Рэй Хили
- Джон Макинтайр — Морган
- Говард Петри — Боуэн
- Джефф Доннелл — Гвен
- Эстер Дейл — мисс Томпсон
- Джон Мильян — старик (в титрах не указан)

## Создатели фильма и исполнители главных ролей
Английский режиссёр Роберт Стивенсон в 1940 году переехал в Голливуд, где обратил на себя такими мелодрамами, как «Закоулок» (1941) и «Джейн Эйр» (1943). Военная мелодрама «Жанна Парижская» (1942) стала его дебютом на студии РКО, для которой он на протяжении последующего десятилетия поставил несколько мрачных мелодрам и фильмов нуар, среди них «До края земли» (1948), «Я вышла замуж за коммуниста» (1949), «Моё запретное прошлое» (1951) и «История в Лас-Вегасе» (1952), так что, по словам кинокритика Сьюзен Долл, он «прекрасно владел стилем студии 1940-х годов». В дальнейшем Стивенсон был известен постановкой фильмов для студии Уолта Диснея, таких как «Мэри Поппинс» (1964), которая принесла ему единственную номинацию на Оскар как лучшему режиссёру.
Как отмечает Долл, наиболее успешный этап в кинокарьере Джозефа Коттена пришёлся на 1940-е и начало 1950-х годов, сразу после исполнения им главных ролей в таких признанных фильмах, как «Гражданин Кейн» (1941), «Великолепные Эмберсоны» (1942), «Тень сомнения» (1943) и «Газовый свет» (1944). Данный фильм был сделан в 1948 году на самом пике его карьеры, вскоре после «Дуэли на солнце» (1946) и приблизительно в то же время, что «Портрет Дженни» (1948) и «Третий человек» (1949), хотя и был выпущен только в 1950 году. «Иди тихо, незнакомец» выполнен в жанре, который обеспечил Коттену наибольший успех — это романтическая мелодрама с небольшой тайной или преступлением. Персонаж Коттена в этом фильме перекликается с его ролью в триллере Хичкока «Тень сомнения» (1943), «где он сыграл убийцу, несущего зло в Америку малых городков».
Историк кино Гленн Эриксон пишет, что «экзотическое „открытие“ продюсера Дэвида Селзника, итальянская актриса Алида Валли дебютировала в Америке в фильме Хичкока „Дело Парадайна“ (1947), который стал грандиозным провалом и ничего ей не дал. „Иди тихо, незнакомец“ в случае неудачи, мог стать её последним фильмом в Голливуде, однако успех вышедшего перед ним фильма нуар „Третий человек“ задержал Валли в Голливуде ещё на пару фильмов, среди которых была странная мелодрама „Чудо колоколов“ (1948)». По иронии судьбы, Коттен и Валли сыграли вместе в нуаровом шедевре Кэрола Рида «Третий человек» (1949), который снимался после «Иди тихо, незнакомец», однако вышел на экране раньше него, мгновенно сделав Валли звездой. Вернувшись в Европу, «поразительно красивая, с пронзительными глазами, актриса сделала там успешную карьеру», сыграв, в частности, роли в фильмах Лукино Висконти «Чувство» (1954), Микеланджело Антониони «Крик» (1957), а также в нескольких картинах Бернардо Бертолуччи.
Как пишет Долл, «несмотря на утверждения некоторых критиков, что неудача этого фильма повредила карьерам исполнителей главных ролей, на самом деле это не так». Хотя карьера Коттена и пошла по нисходящей в середине 1950-х годов, тем не менее, он продолжал сниматься в престижных фильмах, таких как «Ниагара» (1953) с Мерилин Монро и «Тише, тише, милая Шарлотта» (1964). Стивенсон перебрался на студию Диснея, где поставил такие классические фильмы, как «Старый брехун» (1957) и «Мери Поппинс» (1964), а Валли вернулась в Европу, где продолжала сниматься ещё на протяжении нескольких десятилетий.

## История создания фильма
Как пишет Долл, в 1947 году вице-президентом RKO по производству был назначен Дор Шари, который был одним из немногих значимых продюсеров послевоенных лет, который хотел делать фильмы на серьёзные социальные проблемы, такие как «Перекрёстный огонь» (1947), который посвящён теме национальной нетерпимости. Последним фильмом, который сделал Шари в качестве главы производства RKO, стала нуаровая мелодрама «Больше не рыдай», которая, по словам Долл, содержала «небольшую долю социальной критики о последствиях войны на внутреннем фронте».
Согласно информации журнала Variety от марта 1947 года, первоначально в качестве режиссёра этой картины рассматривался Хичкок, а в качестве исполнителя главной роли — Кэри Грант. Однако в итоге RKO взяло напрокат у продюсерской компании Дэвида Селзника как режиссёра Роберта Стивенсона, так и звёзд картины — Джозефа Коттена и Алиду Валли. Позднее рабочее название фильма «Больше не рыдай» было заменено на нынешнее «Иди тихо, незнакомец».
В начале 1948 года, когда производство фильма было практически завершено, кинокомпанию RKO приобрёл известный промышленник Говард Хьюз, который, по словам Эриксона, «быстро привёл её к хаосу и упадку. Он пообещал студии сделать большой рывок, но на деле отстранил от работы практически всех творческих руководителей и уволил 75 % сотрудников, а своими „капризами“ по поводу тех или иных лент, практически вогнал RKO в финансовый штопор». Как пишет Долл, «к сожалению, Шари со своим либеральным планом действий столкнулся с личностью Хьюза, и после нескольких недель борьбы с ним Шари ушёл со студии, а миллиардер поставил фильм на полку».
В феврале 1949 года, рассчитывая воспользоваться успехом «Третьего человека», где главные роли также сыграли Коттен и Валли, Хьюз решил выпустить фильм, при этом полностью изменив его финал. В марте 1949 года Variety сообщил, что через Селзника Хьюз нанял сценариста Х. П. Гарретта, чтобы тот написал новое окончание. Как отмечает Долл, «зная о нелюбви Хьюза к фильмам со смыслом, Гарретт, вероятно, изменил изначальный пессимистичный финал, в котором Крис теряет Элейн, на оптимистическое окончание с надеждой на будущее».
Премьера фильма состоялась 12 октября 1950 года в Нью-Йорке. Как предположил обозреватель «Нью-Йорк Таймс» Босли Краузер, задержка с выходом в прокат картины, «вероятно, была связана с ожиданием роста „цены звёзд“ после фильма „Третий человек“. Если дело действительно в этом, люди в RKO поступили правильно, так как, по мнению Краузера, „звёздная ценность“ — это практически единственная вещь какой-либо значимости, которой обладает этот фильм».
Однако, как замечает Долл, «несмотря на умное использование звёздного имиджа Коттена, фильм стал кассовым провалом, принеся убыток в 775 тысяч долларов», что, по информации Американского института киноискусства, «стало крупнейшим провалом года для RKO». По мнению Долл, неудача фильма была связана не столько с фильмом как таковым, сколько «с неверием Хьюза в его успех и с его несерьёзным отношением к графику проката фильма». Этот фильм стал последним совместным проектом Селзника и RKO.

## Оценка фильма критикой

### Общая оценка фильма
Критика неоднозначно оценила эту картину, в частности, после её выхода на экраны, Краузер отметил, что несмотря на интересное начало, «фильм сдувается в середине» и в итоге «не показывает силы», подчеркнув, что единственным достоинством фильма является игра его звёзд. В рецензии журнала TimeOut указывается, что фильм содержит «увлекательный набор переменных, где криминальная история о грехах прошлого пересекается с обречённым романом в срединной Америке», однако «тусклый третий акт глушит эту скромную сагу личного искупления». Тем не менее, по мнению рецензента, «несмотря на недостатки, фильм остаётся в памяти». Эриксон оценил картину как «интересную, пропитанную нуаром, мыльную оперу, которая свела вместе двух „горячих“ контрактных актёров Селзника — Коттена и Валли», «добиваясь успеха благодаря очарованию своих звёзд». Критик считает, что «фильм не блестящий в своей окончательной версии», которая несёт очевидную печать редактирования Хьюзом. «Финальный оптимизм фильма вышибает его из нуарового мейнстрима, хотя сценарий и нагнетает напряжённость между циничным криминальным аспектом истории и здоровой атмосферой маленького городка». По мнению Долл, «этот фильм не назовёшь классикой, которая оказала влияние на развитие киноискусства или стала примером новаторского кино, тем не менее это типичный продукт Золотой эпохи Голливуда, где шаблонная история получает крепкое усиление благодаря сильной актёрской игре и блестящей операторской работе».
Майкл Кини заметил, что «за исключением ужасающей автокатастрофы в финале, это сонная романтическая мелодрама», а, по мнению Шварца, «этот унылый фильм заслуживает просмотра только по причине отличной игры Алиды Валли в роли богатой девушки-инвалида», однако «неинтересная, клишированная развязка выхолащивает его нуаровые аспекты, превращая в неубедительную любовную мыльную оперу». По мнению Батлера, «это разочаровывающий фильм, тот тип фильма, когда смотришь который, то надеешься, что он станет немного лучше, но этого так и не происходит. Интерес сохраняется на протяжении первых двух третей фильма, но третья часть просто разваливается на части», и в итоге «финал неубедителен и просто неправилен». Кроме того, по мнению критика, «фильм страдает от того, что оказывается между двумя жанрами, пытаясь быть и нуаровым триллером, и романтической мелодрамой. Можно быть и тем, и другим одновременно, но данный фильм не справляется с этим ловким трюком и потому не вызывает удовлетворения ни в том, ни в другом качестве». Батлер считает достоинствами фильма его «привлекательно странную меланхолическую атмосферу», и образ Криса, который заставляет зрителя гадать, «является ли он честным в каждый конкретный момент». Это «удерживает интерес зрителя на определённое время, но этого не хватает на весь фильм».

### Оценка работы режиссёра и творческой группы
Босли Краузер отметил, что «жалостливо написанная Фрэнком Фентоном романтическая история обладает интересным новшеством», и, кроме того, фильм «хорошо поставлен Робертом Стивенсоном и красиво сыгран актёрами», а «острые словесные дуэли между двумя сложными персонажами, каждый из которых хранит в себе какую-то странную злобу, смотрятся более, чем хорошо». Но затем, по мнению Краузера, «Фентон сдаётся, сбиваясь на клише, столь же старые как само кино».
Эриксон отмечает, что «сценарий Фентона успешно использует элементы нуарового триллера», а Долл обращает внимание на визуальные решения этого фильма, основанные на «опыте RKO по созданию фильмов нуар, а также фильмов ужасов Вэла Льютона. Студия славилась своим контрастным освещением и тенями для усиления эмоционального и смыслового воздействия истории». Долл отмечает также, что, «как и многие другие нуары RKO, этот фильм говорит о том, что никто не может уйти от своего прошлого», при этом «затемнённое, атмосферическое освещение помогает раскрыть эту мрачную тему. Свет в фильме не только красив, но и полон смысла, придавая атмосферу и глубину истории».

### Оценка актёрской игры
Игра большинства актёров удостоилась высокой оценки критики. Краузер отметил, что «язвительный Коттен играет странного и таинственного человека, а Валли — полную сил и энергии, но страдающую девушку, которая стала инвалидом после несчастного случая». Как Коттен, так и Валли «исполняют свои роли с трогающей остротой». Критик также выделяет «милую игру Спринг Байинтон в роли домовладелицы», а также Пола Стюарта, который «интересен в роли недалёкого бандита». Рецензент TimeOut отмечает, что «если игра Коттена, возможно, слишком сдержанна, что в данном случае хорошо, то Валли усиливает скрытой энергией и сложностью свою эскизно написанную роль». По мнению Батлера, Коттен «хорош и конечно знает, как играть индивидуальные сцены, но он кажется немного скованным, и его игра не вполне складывается так, как хотелось бы». Кроме того, эта его работа проигрывает в сравнении со «значительно лучшей игрой в „Тени сомнения“». С другой стороны, «Валли справляется лучше, но и она в полной мере не преодолевает банальность части своего материала. Лишь Байинтон удаётся дать по-настоящему впечатляющую игру». Долл также обращает внимание на сходство роли Коттена с его ролью в «Тени сомнения», однако в этом фильме его персонаж «оказывается меньшим злом, чем дядя Чарли в фильме Хичкока, потому что он изменяется к лучшему, влюбляясь в почти невозможном романе». По мнению Долл, «неяркая личность Коттена и его глубокий голос были идеальными для исполнения ролей как учтивых элегантных джентльменов, так и таинственных персонажей, которым есть, что скрывать, а часто — и того, и другого вместе». По мнению Эриксона, Коттен «отличен в роли жулика, который влюбляется в свою жертву. Немногие актёры могут быть столь убедительны в роли истинного джентльмена. И в соответствии с понятиями нуара, его герой ставит на карту всё, чтобы получить ту благополучную жизнь, которую не дала ему его предыдущая преступная карьера». При этом он «не маньяк типа дяди Чарли, а человек, которого мы можем поддержать». Эриксон также обращает внимание на «интересный состав актёров второго плана, который включает Макинтайра и Фрэнка Пуглиа в роли отца Элейн, который поможет любому, кто осчастливит его дочь». По мнению критика, «Пол Стюарт довольно хорош в роли почти безумного партнёра Коттена, который постепенно звереет, а Спринг Байинтон прекрасна в роли милой домохозяйки». Майкл Кини также обращает внимание на игру Макинтайра в роли босса Коттена на фабрике и Джека Паара, который играет его коллегу и партнёра по покеру, а также Байингтон в роли милой старой домохозяйки.